# نصب الحرية (ريغا)
نصب الحرية (باللاتفية: Brīvības Piemineklis) هو نصب يقع في مدينة ريغا،‌ عاصمة لاتفيا أنشئ تكريما للجنوب الذين قتلوا في حرب الاستقلال اللاتفية. ويعتبر رمزا هامة من الحرية والاستقلال والسيادة في لاتفيا. كشف النقاب عنه في عام 1935،‌ طوله 42 مترا (138 قدما) من الجرانيت، والصخور الرسوبية، والنحاس. في كثير من الأحيان، يستخدم كمركز للتجمعات العامة والاحتفالات الرسمية.
خلال الحرب العالمية الثانية، كانت لاتفيا تابعة للاتحاد السوفيتي وتم وضع نصب الحرية للهدم، ولكن لم يتم تنفيذ أي خطوة من هذا القبيل. كانت الدعاية السوفيتية تهدف لتغيير معنى النصب كرمز لاستقلال لاتيفيا. ومع ذلك، ظل النصب رمزا للاستقلال الوطني للشعب، وفي 14 يونيو، 1987 اجتمع قرابة 5000 شخص لإيحياء ذكرى ضحايا النظام السوفيتي، ‌ووضعوا الزهور. هذه التظاهرة بدأت حركة الاستقلال الوطني، وبعد ثلاث سنوات من استقلال لاتفيا أعيد تأسيسه.

## الموقع
يقع نصب الحرية في ميدنة ريغا في شارع الحرية بالقرب من البلدة القديمة. في عام 1990، تم مد 200 متر على قسم الشارع للمشاة. جزء منه يمر فوق قناة المدينة؛ وجزء آخر فوق حصن المدينة الذي هدم في التسعينيات لإنشاء شارع حديث.